# 동빈로
동빈로(Dongbin-ro)는 대한민국 경상북도 포항시 북구 남빈동에서 중앙동, 여천동, 덕산동, 동빈동을 거쳐 연결하는 도로이다.

## 노선 경로
| 이름             | 접속 노선    | 비고                        |
| ---------------- | ------------ | --------------------------- |
| 사거리 명칭 미상 | 칠성로       |                             |
| 사거리 명칭 미상 | 불종로       | 청송 방향 포항구항 방향     |
| 사거리 명칭 미상 | 서동로       |                             |
| 사거리 명칭 미상 | 삼호로46번길 |                             |
| 사거리 명칭 미상 | 삼호로       | 육거리 방향 양덕사거리 방향 |